# Кузьминичи (Гомельская область)
Кузьминичи (бел. Кузьмінічы) — агрогородок в Кормянском сельсовете Добрушского района Гомельской области Республики Беларусь. 

## Административное устройство
До 14 января 2023 года являлся административным центром и входил в состав Кузьминичского сельсовета. В связи с объединением Кормянского и Кузьминичского сельсоветов Добрушского района Гомельской области в одну административно-территориальную единицу – Кормянский сельсовет, включен в состав Кормянского сельсовета.

## География
В 30 км на юго-восток от районного центра Добруша, в 56 км от Гомеля, в 16 км от железнодорожной станции Тереховка, расположенной на линии Гомель — Бахмач. В 2,5 км от границы с Россией.

### Водная система
На востоке мелиоративный канал.

## Транспортная система
Транспортная связь по автодороге Красный Партизан — Добруш. В населённом пункте 169 жилых домов (2004 год). Планировка состоит из двух связанных переулками параллельных улиц — длинной и короткой — с ориентацией с юго-запада на северо-восток. Застройка двусторонняя, деревянными домами усадебного типа и кирпичного основания.

## История
По письменным источникам населённый пункт известен с XVI века как деревня Кузьмичи в Речицком повете Минского воеводства Великого княжества Литовского, владения Великого князя. В 1740-е годы в инвентре Гомельского староства — боярское сельцо, действовала Рождество-Богородичская церковь. В 1751 году во владении помещика, под названием остров Кузьминичский. Действовала служба по сбору налогов и барщины. После 1-го раздела Речи Посполитой (1772 год) в составе Российской империи. В 1776 году в деревне находилась корчма. В 1788 году в Гомельской волости Белицкого повета Могилёвской губернии во владении фельдмаршала графа П.А. Румянцева-Задунайского. С 1834 года владение фельдмаршала графа И.Ф. Паскевича.Рядом с Кузьминичами в урочище Пасинее среди болот располагался Перунов остров, с дубовой рощей и бортными деревьями. На острове у истока речки Красная Девица и Уть находилось языческое капище из нескольких больших камней.(Павловский А. Т. 21.09.2014 г.) В 1788 году в Гомельской волости Гомельского уезда Могилёвской губернии. В 1795 году в селе находилось 2 церкви. В 1797 году работало производство парусины. В 1815 году вместо деревянной, построена кирпичная церковь. В 1816 году в составе Зевельдской экономии Гомельского имения. В 1876 году начал работу сахарный завод, хлебозапасный магазин. Во время пожара 31 августа 1883 году сгорело 80 дворов со строениями. В 1897 году находились церковно-приходская школа, хлебозапасный магазин, 2 лавки, корчма. В Поповской волости Гомельского уезда Могилёвской губернии.
С 8 декабря 1926 года является центром Кузьминичского сельсовета Краснобудского, с 4 августа 1927 года Тереховского, с 25 декабря 1962 года Добрушского районов Гомельского округа, с 20 февраля 1938 года Гомельской области.
В 1929 году организован колхоз. Работали торфодобывающая артель, 2 ветряные мельницы, 2 кузницы, конная круподробилка.
Во время Великой Отечественной войны в сентябре 1943 года оккупанты сожгли 230 дворов. Освобождена 25 сентября 1943 года. В бою за деревню погибло 5 советских солдат, которые похоронены в братской могиле в центре деревни. На фронтах и партизанской борьбе погибли 354 жителя деревни. В память о погибших в центре деревни в 1965 году установлены 2 стелы и мраморные доски с именами погибших.
В 1959 году центр колхоза «Заря коммунизма». Размещены 8-летняя школа, фельдшерско-акушерский пункт, Дом культуры, библиотека, детский сад-ясли, отделение связи, магазин.
В 2010 году деревня Кузьминичи преобразована в агрогородок.    

## Население

### Численность
- 2004 год — 169 дворов, 392 жителя

### Динамика
- 1788 год — 1196 жителей
- 1795 год — 1438 жителей
- 1816 год — 189 дворов, в слободе 53 двора
- 1838 год — 200 дворов
- 1886 год — 245 дворов, 1321 житель
- 1897 год — 288 дворов, 1548 жителей (согласно переписи)
- 1926 год — 310 дворов
- 1959 год — 817 жителей (согласно переписи)
- 2004 год — 169 дворов, 392 жителя

## Образование
В 1820-е годы по указу графа Михаила Румянцева в Корме, Ути, Кузьминичах и Добруше появились ланкастерские школы. Работали по методу самообучения.

## Достопримечательность
- Братская могила (1943) —  Историко-культурная ценность Республики Беларусь, шифр 313Д000263
- Памятник землякам, погибшим в Великой Отечественной войне

## Известные уроженцы
- А. М. Громов — Герой Социалистического Труда, заслуженный строитель БССР, почётный гражданин города Минска (1987)
- Д. Ф. Горбачёв — Герой Советского Союза